# Пједирипа (Перуђа)
Пједирипа је насеље у Италији у округу Перуђа, региону Умбрија.
Према процени из 2011. у насељу је живело 41 становника. Насеље се налази на надморској висини од 745 м.